# Sesiidae
Famille
Les Sesiidae sont une famille de lépidoptères (papillons) dont les imagos ont la particularité d'avoir une apparence imitant celle de différents hyménoptères, en particulier les guêpes, et souvent des ailes transparentes. Les chenilles sont endophages. Cette famille comprend environ 1 400 espèces, dont une centaine en Europe et 57 en France métropolitaine selon le référentiel TaxRef v.16. Elles sont appelées Sésies en français.

## Description

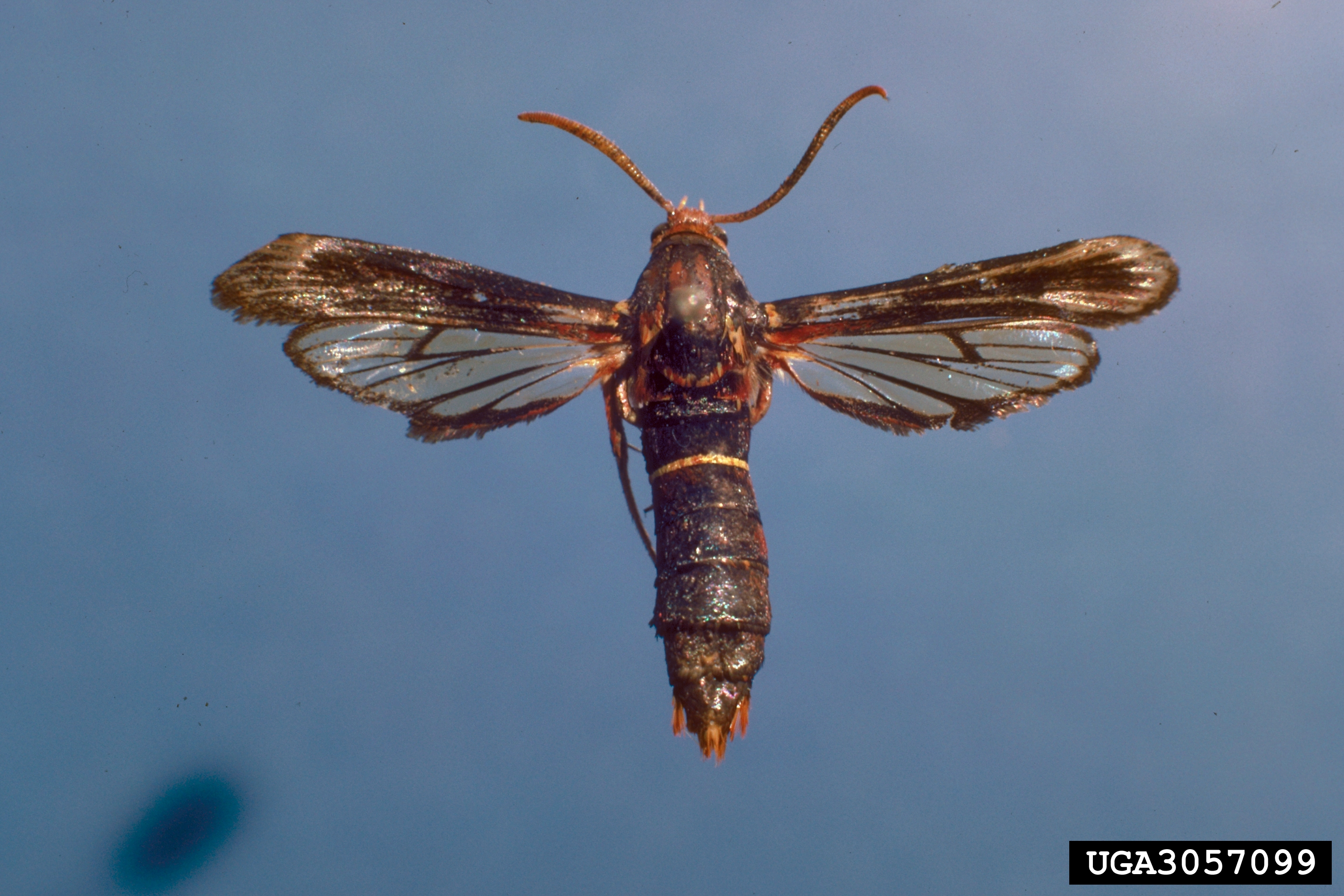
Vitacea polistiformis (USA)

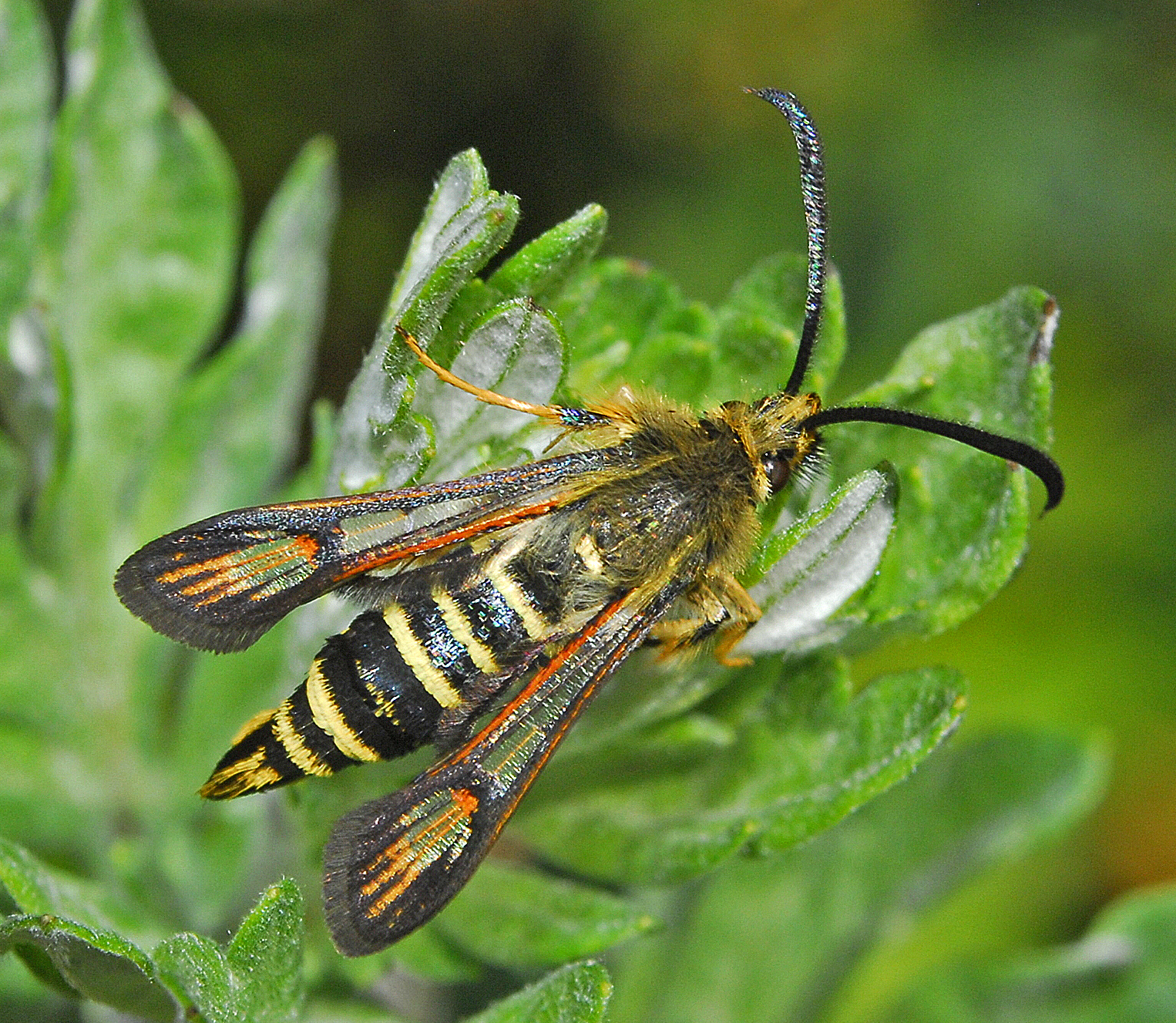
Bembecia ichneumoniformis, male (Aoste, Italie)

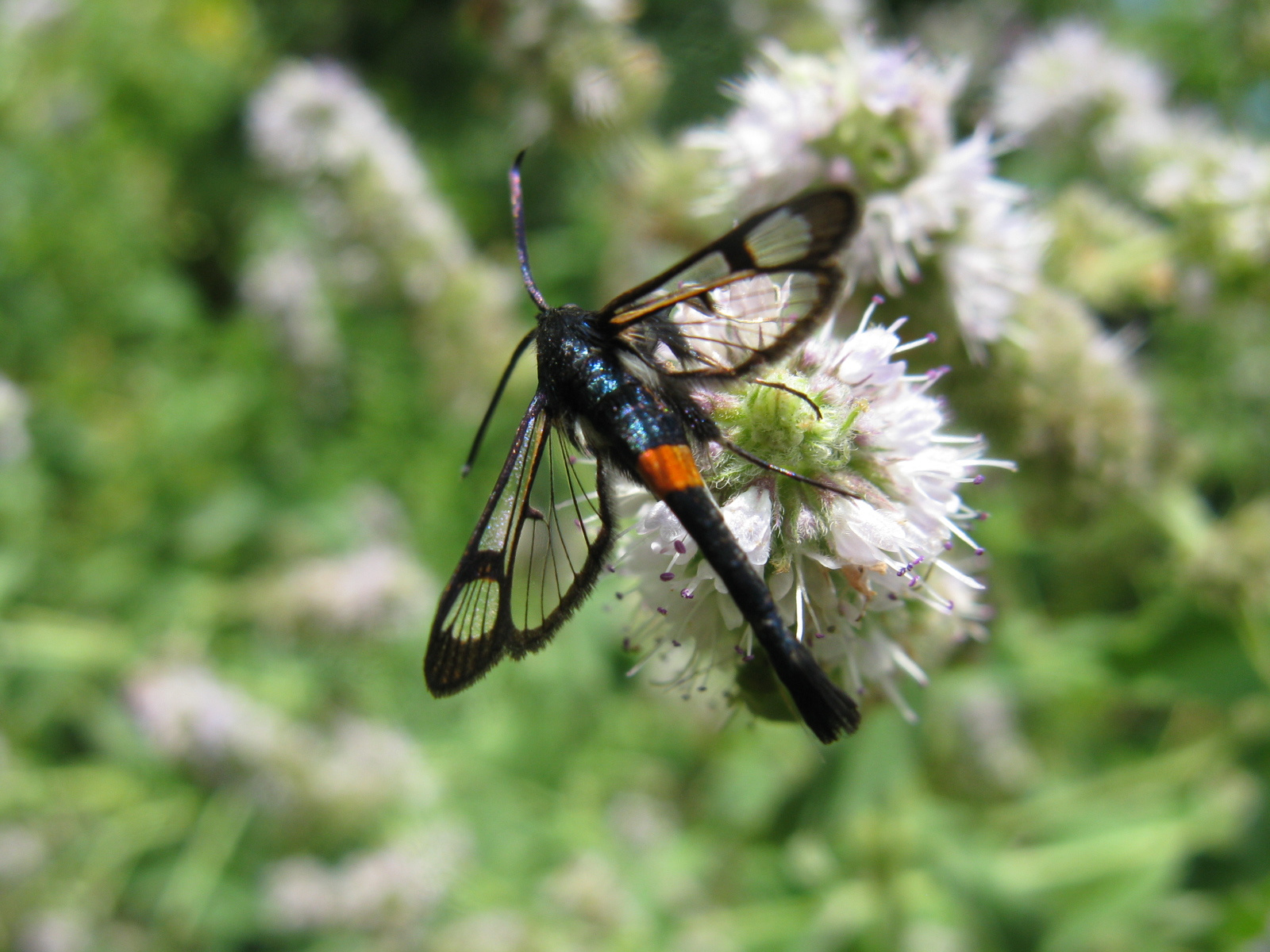
Synanthedon myopaeformis (Hongrie)

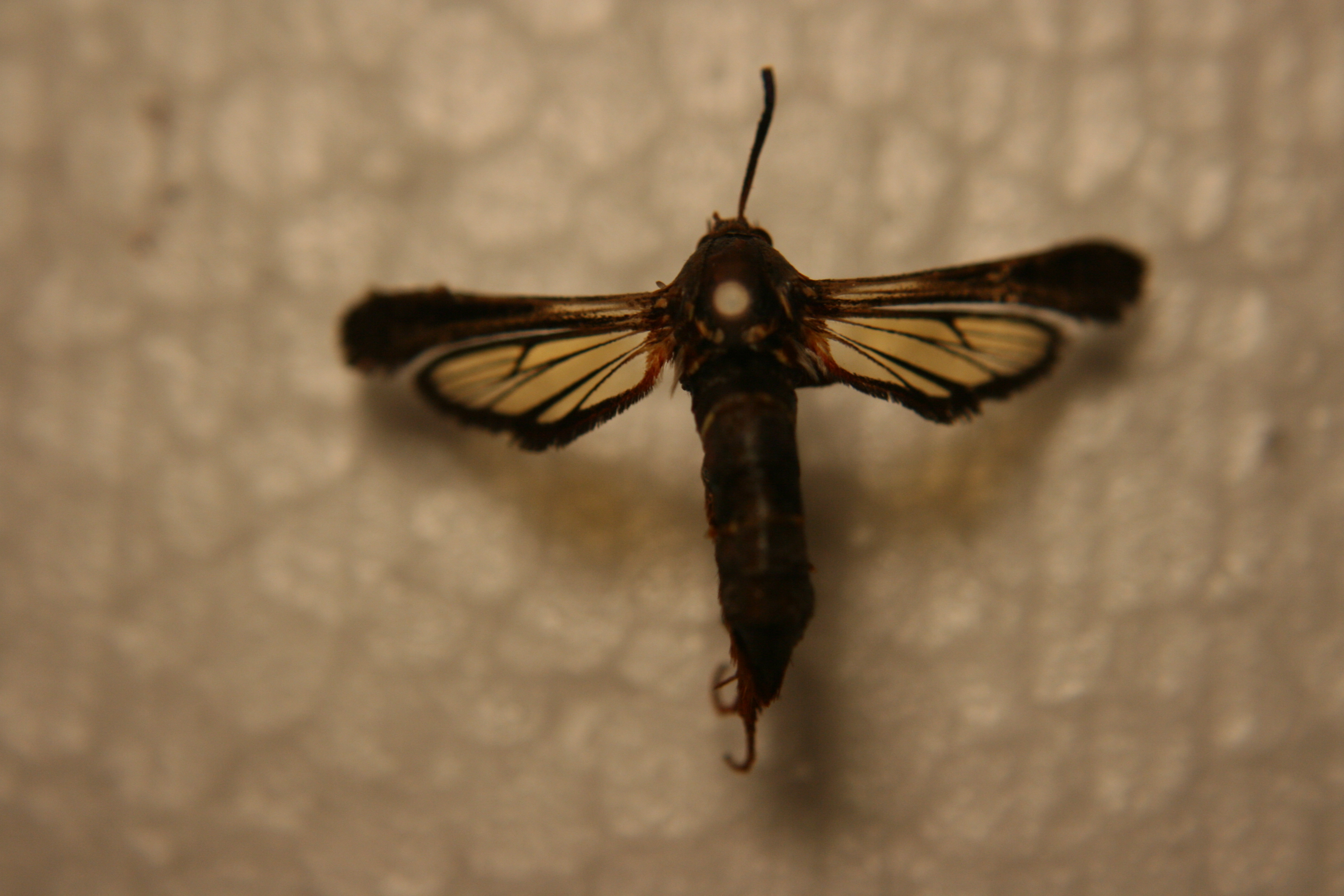
Paranthrene dollii

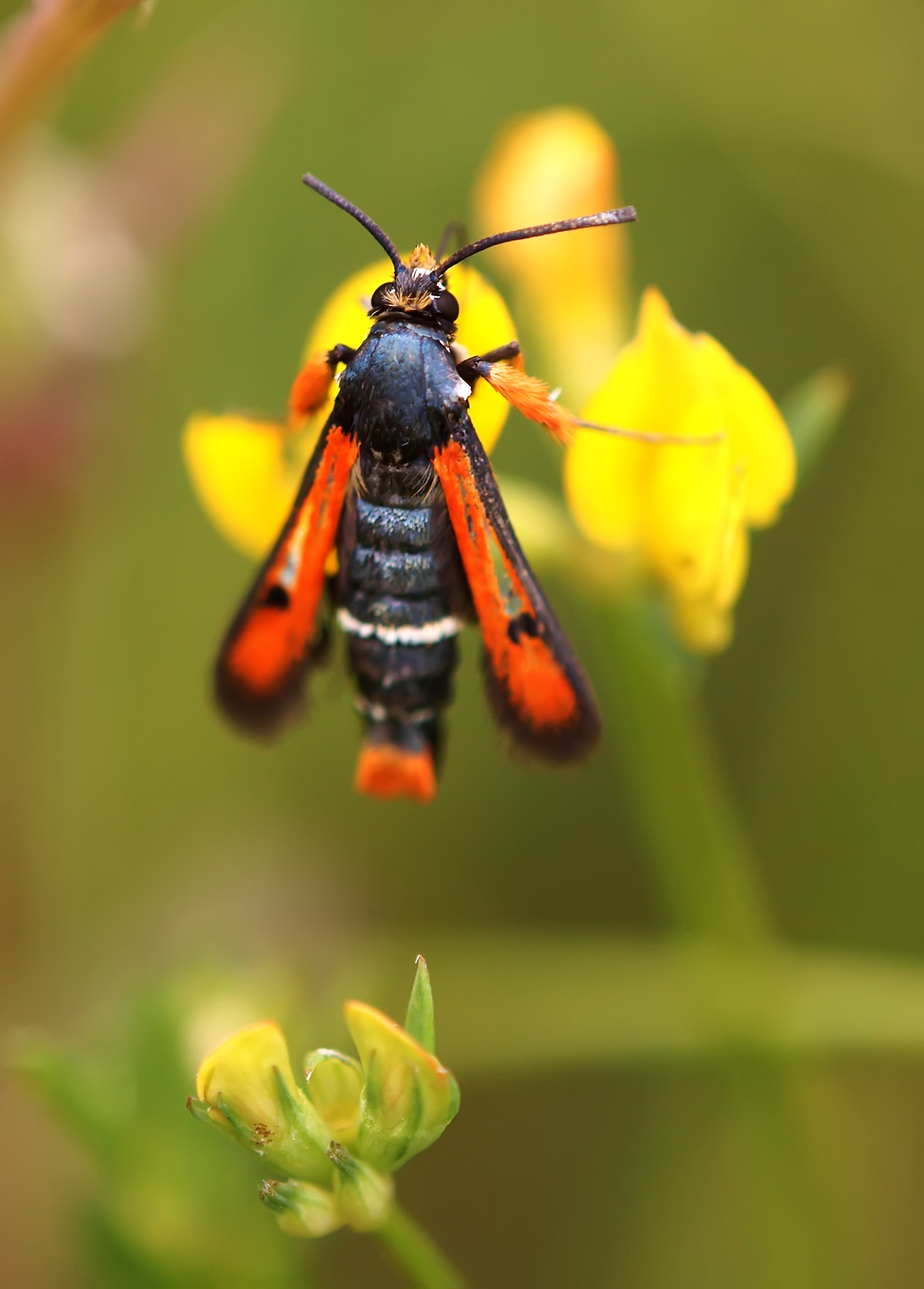
Pyropteron chrysidiformis (Espagne)

Les imagos des Sesiidae se caractérisent par leur mimétisme batésien rappelant des hyménoptères, l'espèce imitée étant souvent précisément identifiable. La plupart ont des ailes avec des zones où les écailles sont presque totalement absentes, ce qui entraîne une transparence partielle ou totale. Les ailes antérieures sont généralement allongées et étroites dans la moitié basale. Chez de nombreuses espèces, l’abdomen est allongé, présentant une touffe anale et des bandes rayées ou annelées de couleur jaune, rouge ou blanche, parfois de façon très vive. Les pattes sont longues, fines et souvent colorées et, chez certaines espèces, les pattes postérieures sont particulièrement allongées. L’envergure des ailes des espèces européennes varie de 8 à 48 mm. Certains imagos présentent un proboscis réduit, ce qui leur interdit de se nourrir.
Les œufs, ovoïdes, de couleur brune à noire, mesurent de 0,4 à 1,1 mm de long. Les chenilles, quant à elles, ne sont pas pigmentées et souvent d'un blanc laiteux orné d'une tête brune, les segments de leur thorax sont quelque peu élargis. Les chrysalides sont brunes, munies d'une excroissance pointue.

## Éthologie
Les espèces de Sesiidae, diurnes et héliophiles, se rencontrent autour des plantes hôtes de leur chenille. Leur mimétisme batésien ne se limite pas à leur morphologie et s'applique également à leur vol et autres mouvements de leur corps. Les imagos possédant des pièces buccales fonctionnelles sont floricoles. 
Les femelles déposent de 100 à 150 œufs (jusqu'à 2 500 chez Sesia apiformis) sur les feuilles, tiges ou troncs de la plante hôte. Après une à deux semaines, les jeunes chenilles, endophages, migrent au sein des racines, tiges, feuilles ou tronc de la plante hôte pour s'y nourrir en creusant des galeries. Suivant la richesse de leur nourriture, cette étape se déroule sur une à quatre années.  La nymphose, quant à elle, dure de 10 à 20 jours. La plupart des espèces sont oligophages et préfèrent les plantes auparavant endommagées.
En Europe, les herbacées parasitées sont essentiellement des Lamiaceae, Fabaceae et Euphorbiaceae. Chez les ligneuses, il s'agit surtout de Salicaceae, Aceraceae, Betulaceae, Caprifoliaceae, Celastraceae, Rosaceae, Viscaceae, Cupressaceae et Pinaceae. L'impact parasitaire des chenilles peut être important pour les plantes hôtes, notamment chez Synanthedon tipuliformis sur les groseilliers, Synanthedon myopaeformis sur les pommiers, Sesia apiformis et Paranthrene tabaniformis sur les peupliers et parfois Synanthedon formicaeformis sur les saules.

## Systématique
Cette famille a été décrite en 1828 par l'entomologiste français Jean-Baptiste Alphonse Dechauffour de Boisduval, sous le nom initial de Sesiariae. Son genre type est Sesia.

### Synonymie
- Sesiariae Boisduval, 1828 — protonyme
- Aegeriidae Stephens, 1829
- Trochiliidae Westwood 1843

### Taxinomie
Suivant les taxonomistes, la famille des Sesiidae a été placée au sein des super-familles des Glyphipterigoidea, des Tineoidea ou encore des Yponomeutoidea. En ce début de millénaire, certains auteurs la classent dans les Sesioidea, en compagnie des Brachodidae et parfois des Castniidae,, tandis que d'autres la classent dans les Cossoidea : ils considèrent alors Sesioidea comme un synonyme de Cossoidea, du fait que plusieurs analyses de phylogénétique moléculaire donnent pour l'instant des résultats ambigus où les deux super-familles apparaissent comme entremêlées,.
Les divisions internes de la famille des Sesiidae sont également sujettes à controverse, notamment à propos d'une troisième sous-famille, les Paranthreninae, qui regrouperait les tribus des Paranthrenini et des Synanthedonini. Pour Laštůvka, l'anagenèse de ces tribus n'est cependant pas suffisamment différenciée pour les placer dans une sous-famille distincte.
La famille des Sesiidae comprend 1 462 espèces, réparties en 160 genres, 9 tribus et 2 sous-familles. La détermination des espèces se base sur la forme de leurs antennes, l'ornementation du thorax et les nervures des ailes. Moins de 10% des espèces sont identifiables uniquement par la structure de leurs pièces génitales (genitalia).
Sous-famille des Sesiinae
- Tribu des Cissuvorini
- Tribu des Melittiini
- Tribu des Osminiini
- Tribu des Paranthrenini
- Tribu des Sesiini
- Tribu des Synanthedonini

Sous-famille des Tinthiinae
- Tribu des Paraglosseciini
- Tribu des Pennisetiini
- Tribu des Tinthiini

### Espèces et genres européens
Selon Fauna Europaea (26 mars 2019) et Zdeněk et Aleš Laštůvka, 107 espèces, 11 genres et 6 tribus sont présentes en Europe, dont 55 espèces en France, :
Genre Bembecia
- Bembecia abromeiti
- Bembecia albanensis
- Bembecia blanka
- Bembecia fibigeri
- Bembecia flavida
- Bembecia fokidensis
- Bembecia handiensis
- Bembecia himmighoffeni
- Bembecia hymenopteriformis
- Bembecia iberica
- Bembecia ichneumoniformis
- Bembecia lomatiaeformis
- Bembecia megillaeformis
- Bembecia pavicevici
- Bembecia priesneri
- Bembecia psoraleae
- Bembecia puella
- Bembecia sanguinolenta
- Bembecia sareptana
- Bembecia scopigera
- Bembecia sirphiformis
- Bembecia stiziformis
- Bembecia tunetana
- Bembecia uroceriformis
- Bembecia volgensis
- Bembecia vulcanica

Genre Chamaesphecia
- Chamaesphecia aerifrons
- Chamaesphecia albiventris
- Chamaesphecia alysoniformis
- Chamaesphecia amygdaloidis
- Chamaesphecia anatolica
- Chamaesphecia annellata
- Chamaesphecia anthraciformis
- Chamaesphecia astatiformis
- Chamaesphecia bibioniformis
- Chamaesphecia chalciformis
- Chamaesphecia crassicornis
- Chamaesphecia doleriformis
- Chamaesphecia dumonti
- Chamaesphecia empiformis
- Chamaesphecia euceraeformis
- Chamaesphecia gorbunovi
- Chamaesphecia hungarica
- Chamaesphecia leucopsiformis
- Chamaesphecia masariformis
- Chamaesphecia maurusia
- Chamaesphecia minoica
- Chamaesphecia minor
- Chamaesphecia mysiniformis
- Chamaesphecia nigrifrons
- Chamaesphecia osmiaeformis
- Chamaesphecia oxybeliformis
- Chamaesphecia palustris
- Chamaesphecia proximata
- Chamaesphecia ramburi
- Chamaesphecia schmidtiiformis
- Chamaesphecia staudingeri
- Chamaesphecia tenthrediniformis
- Chamaesphecia thracica

Genre Dipchasphecia
- Dipchasphecia lanipes

Genre Osminia
- Osminia fenusaeformis

Genre Paranthrene
- Paranthrene diaphana
- Paranthrene insolitus
- Paranthrene tabaniformis

Genre Pennisetia
- Pennisetia bohemica
- Pennisetia hylaeiformis

Genre Pyropteron
- Pyropteron affinis
- Pyropteron aistleitneri
- Pyropteron chrysidiformis
- Pyropteron cirgisa
- Pyropteron doryliformis
- Pyropteron hispanica
- Pyropteron kautzi
- Pyropteron koschwitzi
- Pyropteron leucomelaena
- Pyropteron mannii
- Pyropteron meriaeformis
- Pyropteron minianiformis
- Pyropteron muscaeformis
- Pyropteron triannuliformis
- Pyropteron umbrifera

Genre Sesia
- Sesia apiformis
- Sesia bembeciformis
- Sesia melanocephala
- Sesia pimplaeformis

Genre Synanthedon
- Synanthedon andrenaeformis
- Synanthedon cephiformis
- Synanthedon codeti
- Synanthedon conopiformis
- Synanthedon cruciati
- Synanthedon culiciformis
- Synanthedon flaviventris
- Synanthedon formicaeformis
- Synanthedon geranii
- Synanthedon loranthi
- Synanthedon martjanovi
- Synanthedon melliniformis
- Synanthedon mesiaeformis
- Synanthedon myopaeformis
- Synanthedon polaris
- Synanthedon rubiana
- Synanthedon scoliaeformis
- Synanthedon serica
- Synanthedon soffneri
- Synanthedon spheciformis
- Synanthedon spuleri
- Synanthedon stomoxiformis
- Synanthedon theryi
- Synanthedon tipuliformis
- Synanthedon uralensis
- Synanthedon vespiformis

Genre Tinthia
- Tinthia brosiformis
- Tinthia hoplisiformis
- Tinthia myrmosaeformis
- Tinthia tineiformis

Genre Weismanniola
- Weismanniola agdistiformis